# Fähnrich

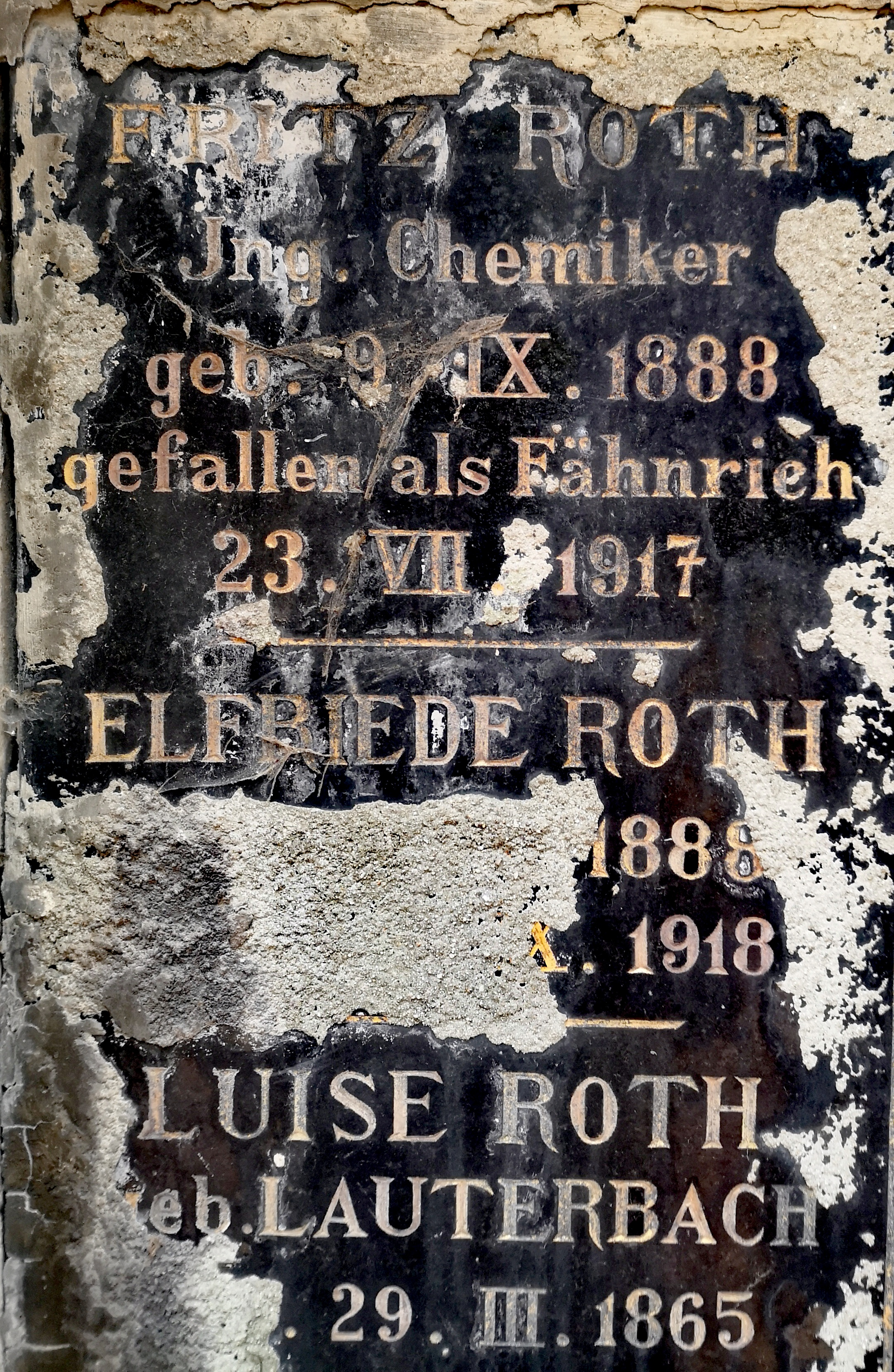
Tombe de la famille Roth avec le grade militaire de Fähnrich

Fähnrich est un grade militaire d'aspirant en Allemagne et en Autriche.

## Historique
Le grade de Fähnrich signifiant littéralement « porte-étendard », est équivalent au grade d'aspirant ou d'enseigne de l'armée française.
Ce grade existe aussi, ou a existé, dans certains pays ayant eu des liens historiques avec le système allemand, comme la Suède (Fänrik), la Norvège et le Danemark (Fændrik), la Russie (Фендрик), la Finlande (Vänrikki) et les Pays-Bas (Vaandrig).